# 헤프트너피그미뛰는쥐
헤프트너피그미뛰는쥐 또는 헤프트너피그미저보아(Salpingotus heptneri)는 뛰는쥐과에 속하는 설치류의 일종이다. 카자흐스탄과 우즈베키스탄에서 발견되며, 러시아에서도 서식하는 것으로 추정된다. 자연 서식지는 온대 사막 지역이다.